# Fossae di 162173 Ryugu
Segue una lista delle fossae presenti sulla superficie di 162173 Ryugu. La nomenclatura di 162173 Ryugu è regolata dall'Unione Astronomica Internazionale; la lista contiene solo formazioni esogeologiche ufficialmente riconosciute da tale istituzione.
Le fossae di Ryugu portano i nomi tratti da racconti e fiabe per bambini.
Sono tutte state identificate durante la missione della sonda Hayabusa 2, l'unica ad avere finora raggiunto Ryugu.

## Prospetto
| Fossa        | Eponimo                                                                                | Latitudine | Longitudine | Diametro |
| ------------ | -------------------------------------------------------------------------------------- | ---------- | ----------- | -------- |
| Horai Fossa  | Hōrai - Monte sede degli immortali presente sia nella mitologia giapponese che cinese. | 32,1° N    | 296,6° E    | 0,33 km  |
| Tokoyo Fossa | Tokoyo - Regno sottomarino della mitologia giapponese.                                 | 50,5° S    | 166,2° E    | 0,56 km  |